# فرهنگ در پاکستان

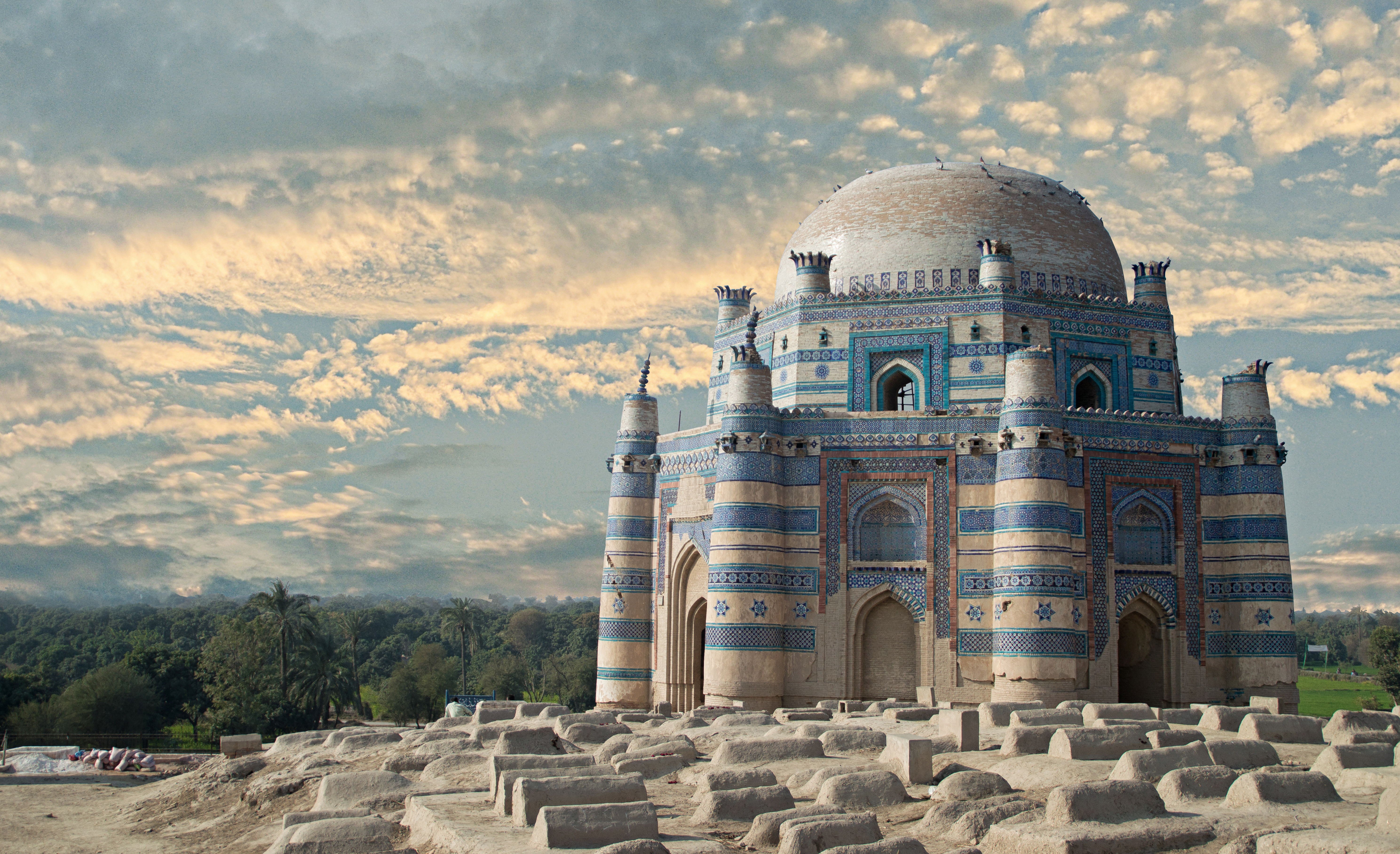
مقبرهٔ بی‌بی جیوندی نمونه‌ای از معماری در پاکستان

فرهنگ در پاکستان با فرهنگ‌های گستردهٔ شبه‌قارهٔ هند و آسیای میانه در هم تنیده‌است. شامل گروه‌های قومی متعددی چون: پنجابی، سارایکیس، کشمیری، سندی، مهاجران، مکرانی در جنوب؛ بلوچ، هزاره‌ها و پشتون‌ها در غرب؛ و مردم دارد، واخی، شیناکی، بالتیز و بوروشو در شمال می‌شود. فرهنگ این گروه‌های قومی پاکستان تحت تأثیر بسیاری از همسایگان این کشور، مانند سایر آسیای جنوبی، ایرانی، ترک و همچنین مردمان آسیای میانه و غرب آسیا بسیار تأثیر گرفته‌است.
در گروه‌های قومی در جنبه‌های فرهنگی مانند لباس، غذا و مذهب تفاوت‌هایی وجود دارد، به ویژه در مواردی که آداب و رسوم پیش از اسلام با آداب اسلامی متفاوت است. منشأ فرهنگی آنها همچنین تأثیرات دور و بومی، از جمله هند باستان و آسیای مرکزی را نشان می‌دهد. پاکستان اولین منطقه از شبه قاره هند بود که به‌طور کامل تحت تأثیر اسلام قرار گرفت و از این رو هویت اسلامی متمایزی از نظر تاریخی متفاوت با مناطق بیشتر در شرق ایجاد کرد.

## ادبیات

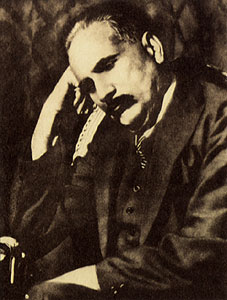
محمد اقبال پدر ایدئولوژیک پاکستان بود

ادبیات پاکستان از زمانی آغاز می‌شود که پاکستان استقلال خود را به عنوان یک کشور مستقل در سال ۱۹۴۷ به دست آورد. سنت رایج و مشترک ادبیات اردو و ادبیات انگلیسی هند بزرگ توسط دولت جدید به ارث رسیده‌است. در طی یک دوره زمانی، ادبیاتی منحصر به فرد برای پاکستان ظهور کرد که تقریباً در تمام زبانهای اصلی پاکستان از جمله اردو، انگلیسی، پنجابی، پشتو، سریایکی، بلوچ و زبان سندی نوشته شده‌است.

## شعر
شعر یک هنر و حرفه ای بسیار مورد احترام در پاکستان است. شکل برجسته شعر در پاکستان تقریباً همیشه به زبان فارسی سرچشمه می‌گیرد، که بخشی از آن ناشی از وابستگی دیرینه و تحسین سنگین حاکمان منطقه است که در گذشته حاکی از جنبه‌های خاصی از فرهنگ خارجی فارسی بودند. اشتیاق به شعر در سطح منطقه ای نیز وجود دارد، تقریباً تمام زبان‌های استانی پاکستان این میراث ادبی را همچنان ادامه می‌دهند.
از زمان استقلال کشور در سال ۱۹۴۷ و ثبت زبان اردو به عنوان زبان ملی، شعرهایی نیز به همین زبان سروده شده‌است. زبان اردو از شعر غنی برخوردار است و شامل شاعران مشهور ی چون اقبال لاهوری (شاعر ملی)، میر تقی میر، غالب دهلوی، فیض احمد فیض، احمد فراز، حبیب جلیب، جزیب قریشی و احمد نادم قاسمی است. جدا از شعر اردو، شعر در پاکستان آمیزه ای از زبان‌های دیگر منطقه نیز دارد. اشعار بلوچی، سندی، پنجابی، سریایی و پشتو همگی در شعر پاکستان گنجانیده و تأثیر گذاشته‌اند.

## هنرهای نمایشی

### موسیقی

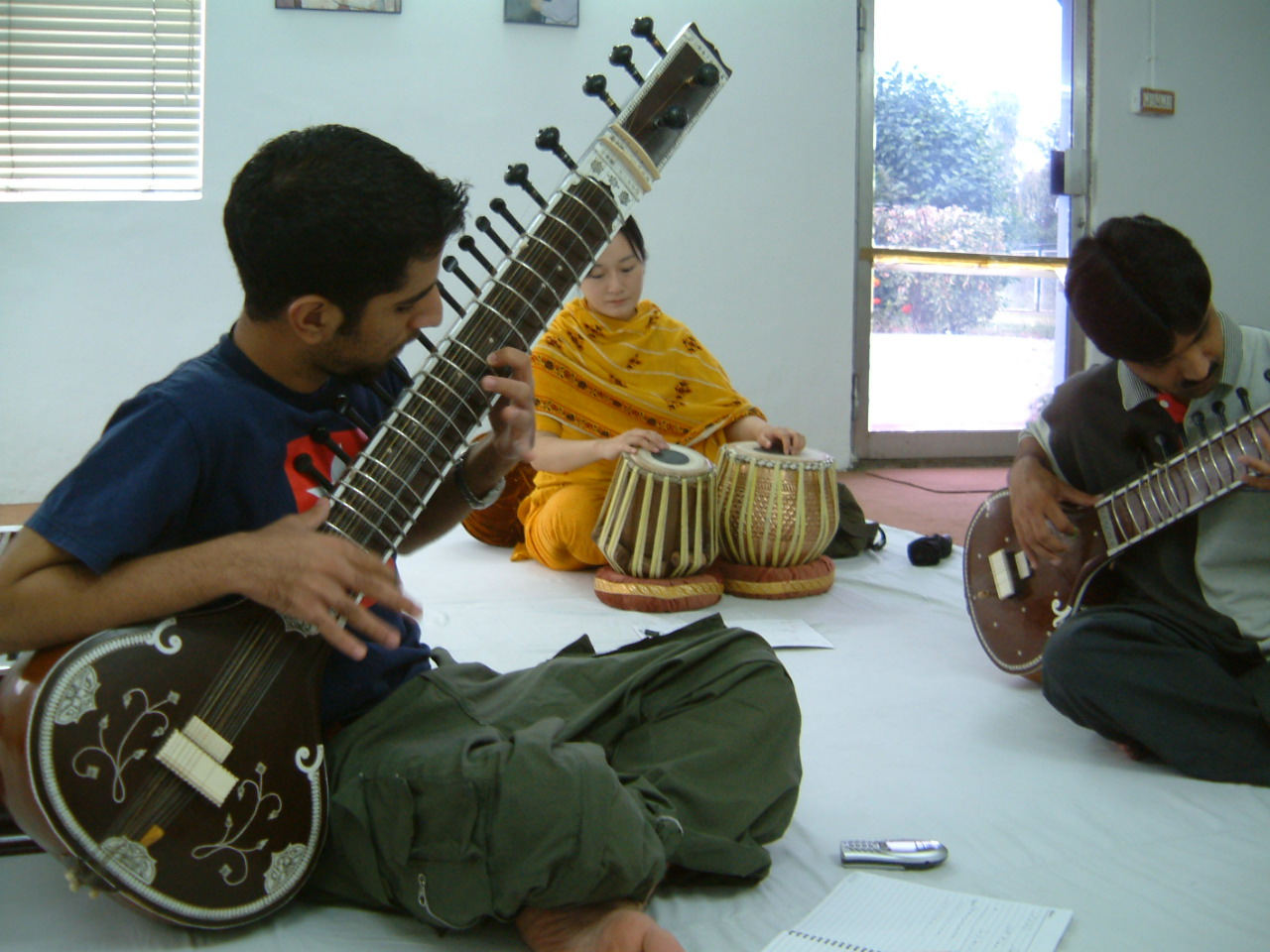
کارگاه سه تار در اسلام‌آباد پاکستان.

موسیقی پاکستانی از موسیقی متنوعی فولیک و سبک‌های سنتی مانند قوالی که توسط مردان با کف زدن، آواز خواندن و نواختن طبل‌ها و غزال گایاکی گرفته تا اشکال مدرن که موسیقی سنتی و غربی را اجرا می‌کند، متفاوت است.
پاکستان محل زندگی بسیاری از خوانندگان مشهور عامیانه مانند علم لوهار است که در پنجاب هند نیز مشهور است. ورود مهاجران افغان به استانهای غربی موسیقی دری را دوباره زنده کرده و پیشاور را به عنوان قطب موسیقی دانان افغان و مرکز توزیع موسیقی افغان در خارج از کشور ثبت کرده‌است.

### رقص
کاتاک - رقص کلاسیک که در دوران حکومت مغولان شکل گرفت. رقص‌های عامیانه هنوز هم در پاکستان محبوب هستند
اتن ملی
از جمله رقص‌های ملی افغانستان است. این رقص در مراحل اول در بین ملیت پشتون ساکن افغانستان و پاکستان مروج بود. اتن ملی معمولاً طور دسته‌جمعی به وسیلهٔ جوانان مرد یا زن اجرا می‌شود. رقص اتن ملی به‌شکل مدور با شور دادن سر بدن و دست طور منظم اجرا می‌شود؛ که این حرکات انسان را بوجد میاورد.
اتن در هر منطقه، نوع و حرکات مختلف همان منطقه را دارد. انواع مختلف اتن شامل: کابلی، وردکی، لوگری، خوستی/پکتیایی، هراتی، کوچیانی/کوچی، ختکی، پشیی (با سرنی و توله) و نورستانی در افغانستان وجود دارد.

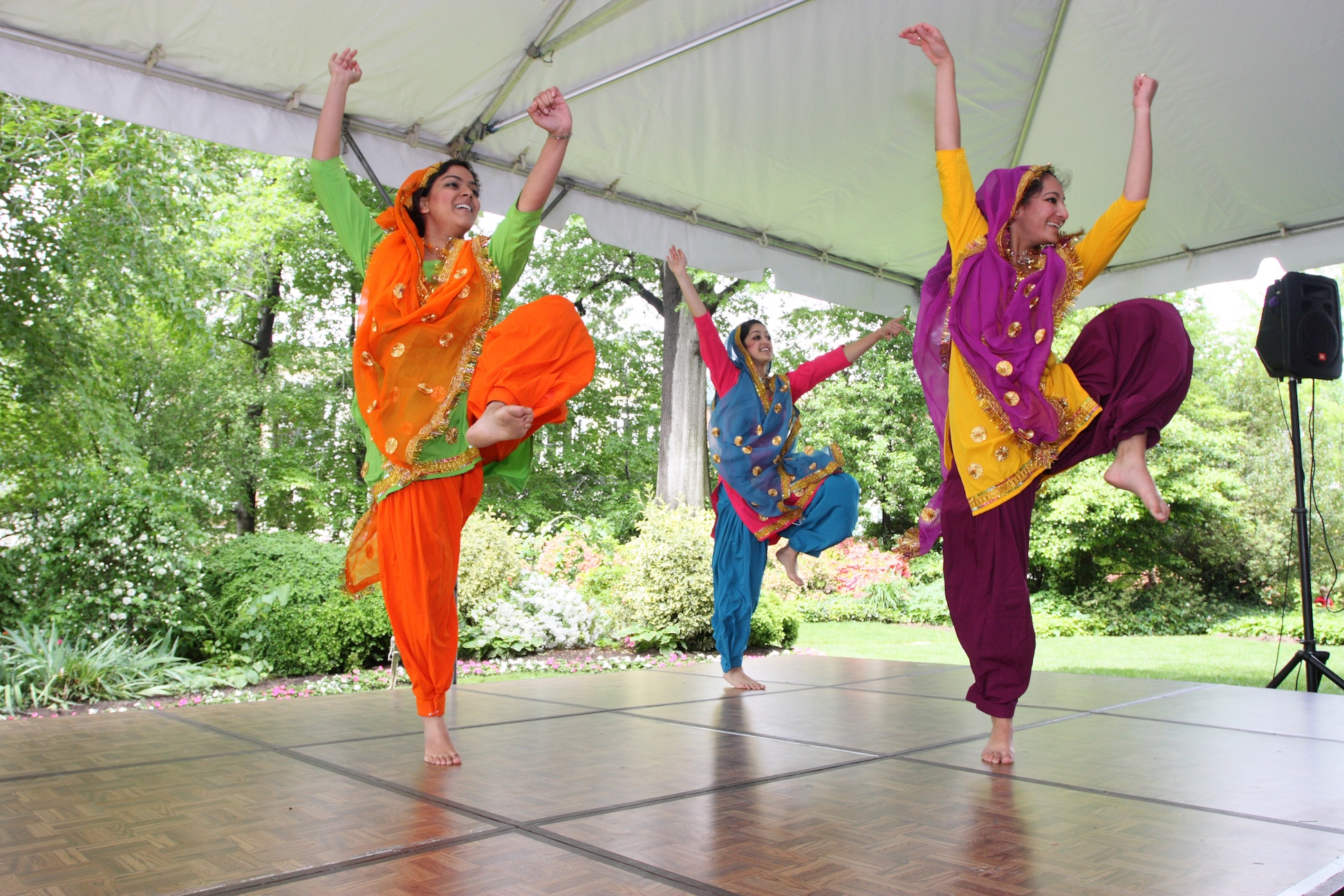
رقص دختران پنجابی
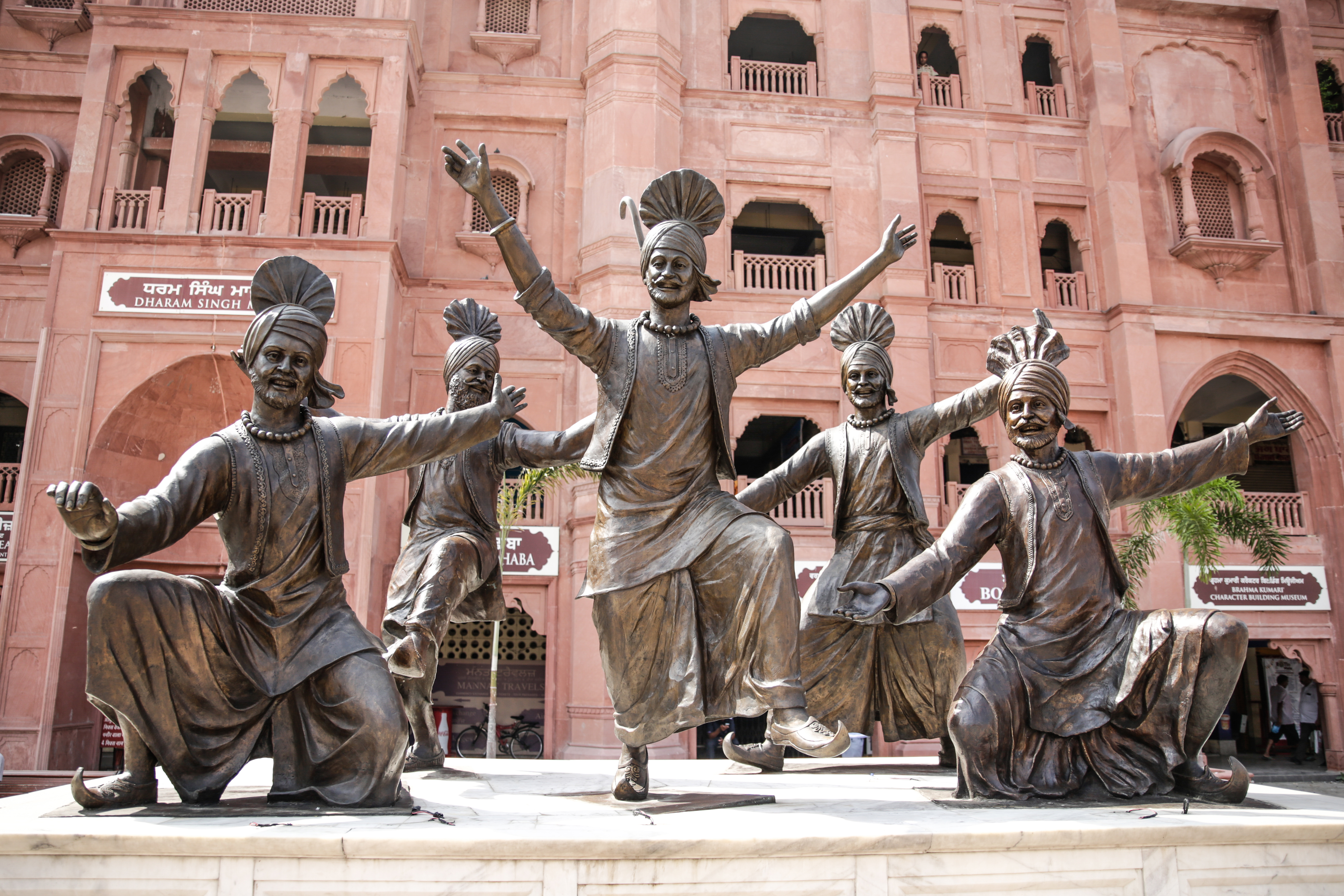
رقص بهنگرا (Bhangra)
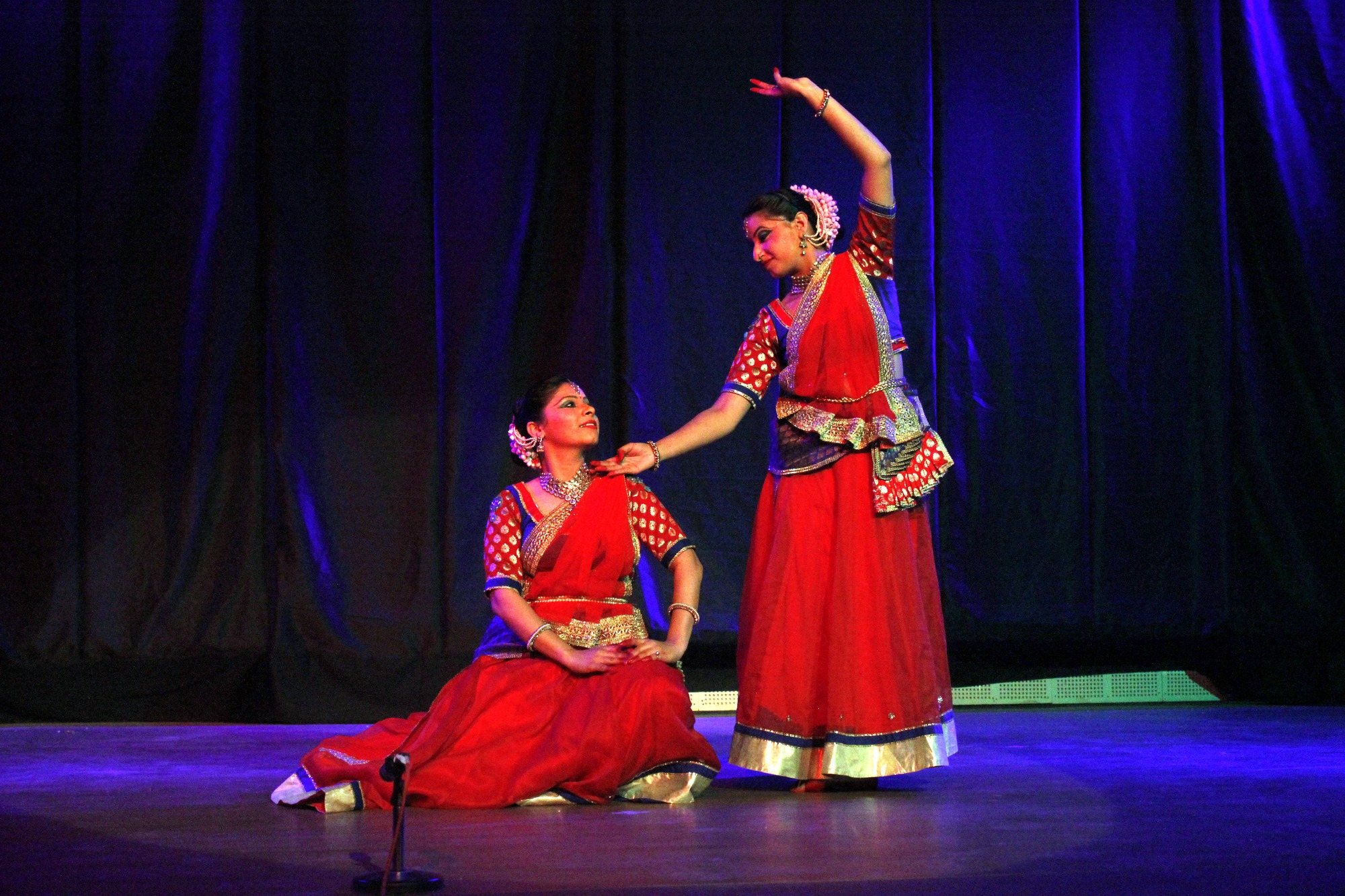
اجرای دوت کاتاک
اتن کابلی

## هنرهای تجسمی

### نقاشی

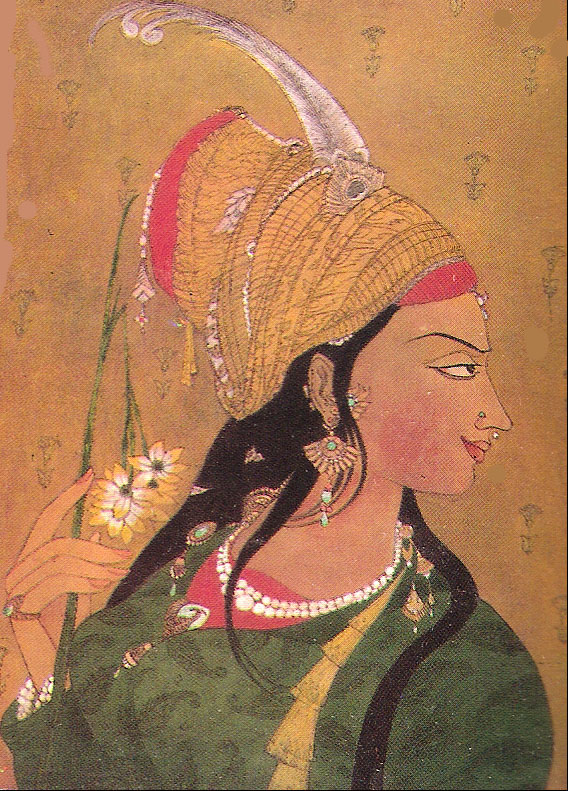
انارکالی، توسط عبد الرحمان چتایی

در طول قرن شانزدهم تا هجدهم، نگارگری گورکانی توسعه یافت و به شدت تحت تأثیر نگارگری ایرانی قرار گرفت. عبدالرحمان چوچای، صغرا ربابی، استاد الله باخ، ابو رانا، آژاز انوار، اسماعیل گلگری، جمیل نقش، احمد پرویز و صادقیان نقاشان خلاق برجسته و برجسته پاکستان هستند. تزیین و رنگ‌آمیزی وسایل نقلیه در پاکستان یک هنر محبوب مردمی است.

### معماری
معماری مناطقی که اکنون پاکستان را تشکیل می‌دهند را می‌توان در چهار دوره مشخص مشاهده کرد: قبل از اسلام، دوره اسلامی، دوران استعمار و پس از استعمار. با آغاز تمدن دره سند در اواسط هزاره سوم قبل از میلاد، یک فرهنگ پیشرفته شهری برای اولین بار در منطقه توسعه یافت و دارای امکانات ساختاری بزرگی بود که برخی از آنها تا به امروز پابرجا مانده‌است. موهن‌جو دارو، هاراپا و کوت دیجی متعلق به شهرکهای دوره قبل از اسلام است. ظهور بودیسم، گوپتاس، موریاس و نفوذ فرهنگ پارسی و یونان منجر به توسعه سبک یونانی-بودایی شد و از قرن اول میلادی شروع شد. نقطه اوج این دوران با سبک گنداره به دست آمد. نمونه ای از معماری بودایی، ویرانه‌های صومعه بودایی تخت باهی در خیبر پختونخوا نمونه‌ای از این نوع معماری است.
ورود اسلام به پاکستان امروز، شیوه‌های کلاسیک ساخت و ساز اسلامی را به منظره معماری پاکستان وارد کرد. شهر اوچ شریف حاوی مقبره‌های بی بی جاوندی، بهاییان-حلیم، و جلال الدین بخاری است که برخی از اولین نمونه‌های معماری اسلامی در پاکستان به حساب می‌آیند و از سال ۲۰۰۴ در فهرست آزمایشی میراث جهانی یونسکو قرار دارند. یکی از مهمترین نمونه‌های معدود نمونه سبک معماری فارسی، مقبره شاه رکن العلم در مولتان است. در دوره مغول، عناصر طراحی معماری اسلامی-ایرانی با هم ادغام شدند و غالباً اشکال از هنرهای محلی تولید می‌کردند که منجر به ایجاد معماری گورکانی می‌شد. لاهور، اقامت گاه‌وبیگاه حاکمان مغول، کثرت ساختمانهای مهم از امپراتوری را به نمایش می‌گذارد، از جمله آنها مسجد پادشاهی، قلعه لاهور با دروازه معروف المگیری است. همچنین موارد دیگر مساجد و مقبره‌ها مسجد شاهجاجان تهته در سند نیز از دوره مغول‌ها سرچشمه می‌گیرد، همان‌طور که مسجد محبت خان در پیشاور نیز مربوط به این دوران است.
در عصر استعمار انگلیس، ساختمانهای توسعه یافته عمدتاً از سبک‌های اروپایی مانند گوتیک، باگروه و نئوکلاسیک استفاده می‌شدند. سبک هند و ساراکنیک با ترکیبی از اجزای اروپایی و هندی-اسلامی نیز در این دوره شکل گرفت. هویت ملی پس از استعمار در ساختارهای مدرن مانند مسجد شاه فیصل، بنای یادبود پاکستان، مینار پاکستان و مزار قائد بیان شده‌است.

## تفریح و ورزش
ورزش رسمی ملی پاکستان هاکی روی چمن است، اما کریکت و اسکواش محبوب‌ترین ورزش‌ها هستند. تیم ملی هاکی روی چمن پاکستان چهار بار در سال‌های ۱۹۷۱، ۱۹۷۸، ۱۹۸۲ و ۱۹۹۴ قهرمان جام جهانی هاکی شده‌است.

## آشپزی
هنر آشپزی در پاکستان عمدتاً ترکیبی از غذاهای هندی و تحت تأثیر خاورمیانه، آسیای میانه و افغانستان است. انواع روش‌های پخت‌وپز در سراسر کشور وجود دارد، عمدتاً از ادویه‌های تند در پنجاب گرفته تا بخارپز و آب‌پز در خیبر پختونخوا و بلوچستان. انواع مختلفی از برنج‌ها مانند Biryani , Pulao یا برنج پخته شده به همراه سبزیجات و گوشت در کورما و دسر از غذاهای مختلفی استفاده می‌شود. همچنین شکل‌های سنتی کباب گوشت یا کباب، دسر خیر و انواع نوشیدنی‌های گرم و سرد وجود دارد.

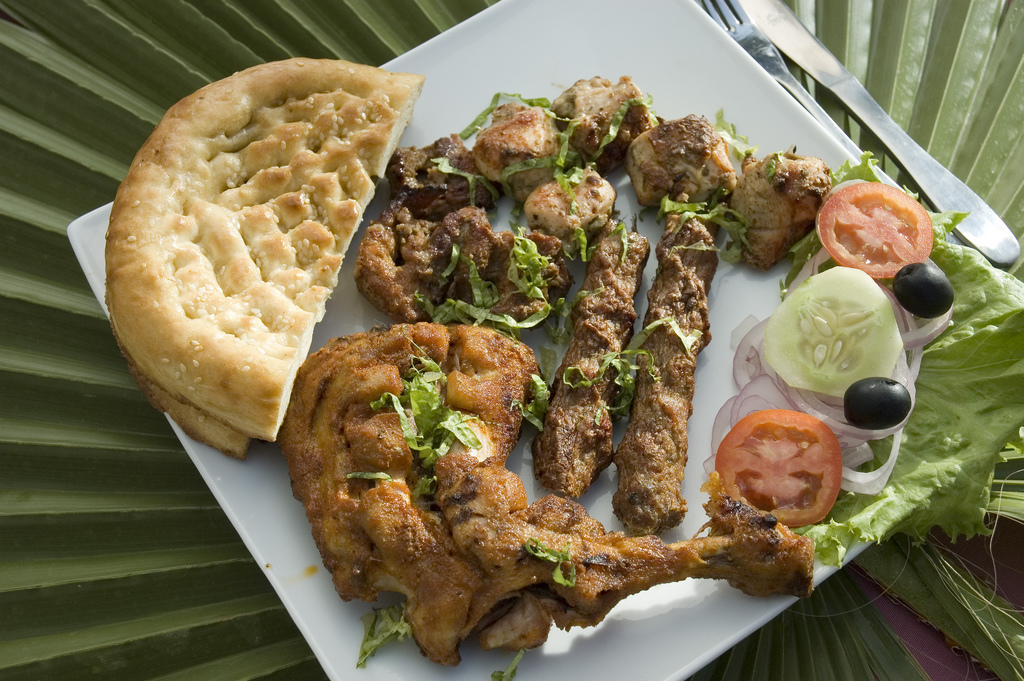
انواع غذای کبابی
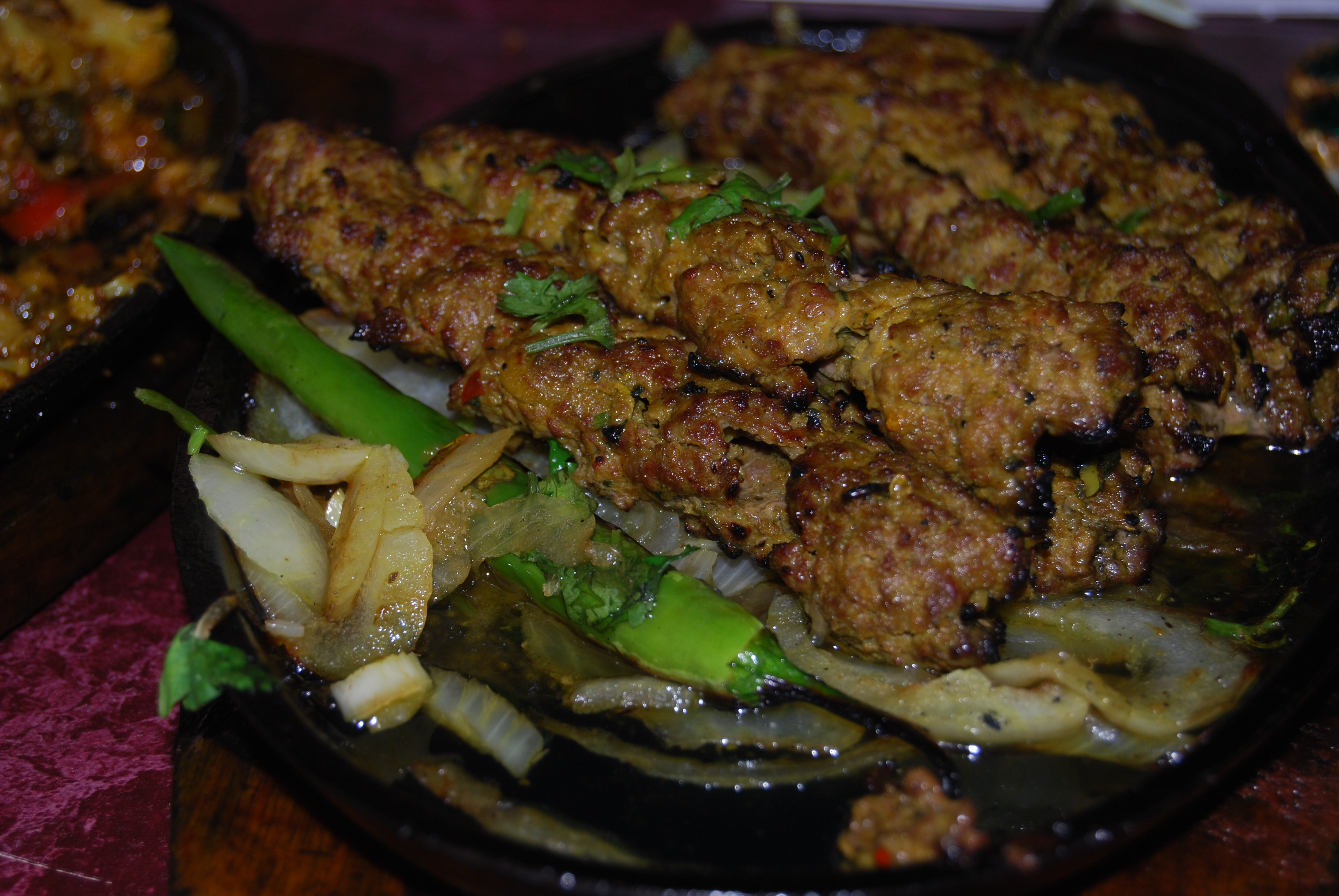
سیخ کباب از معروف‌ترین غذاهای معروف پاکستانی
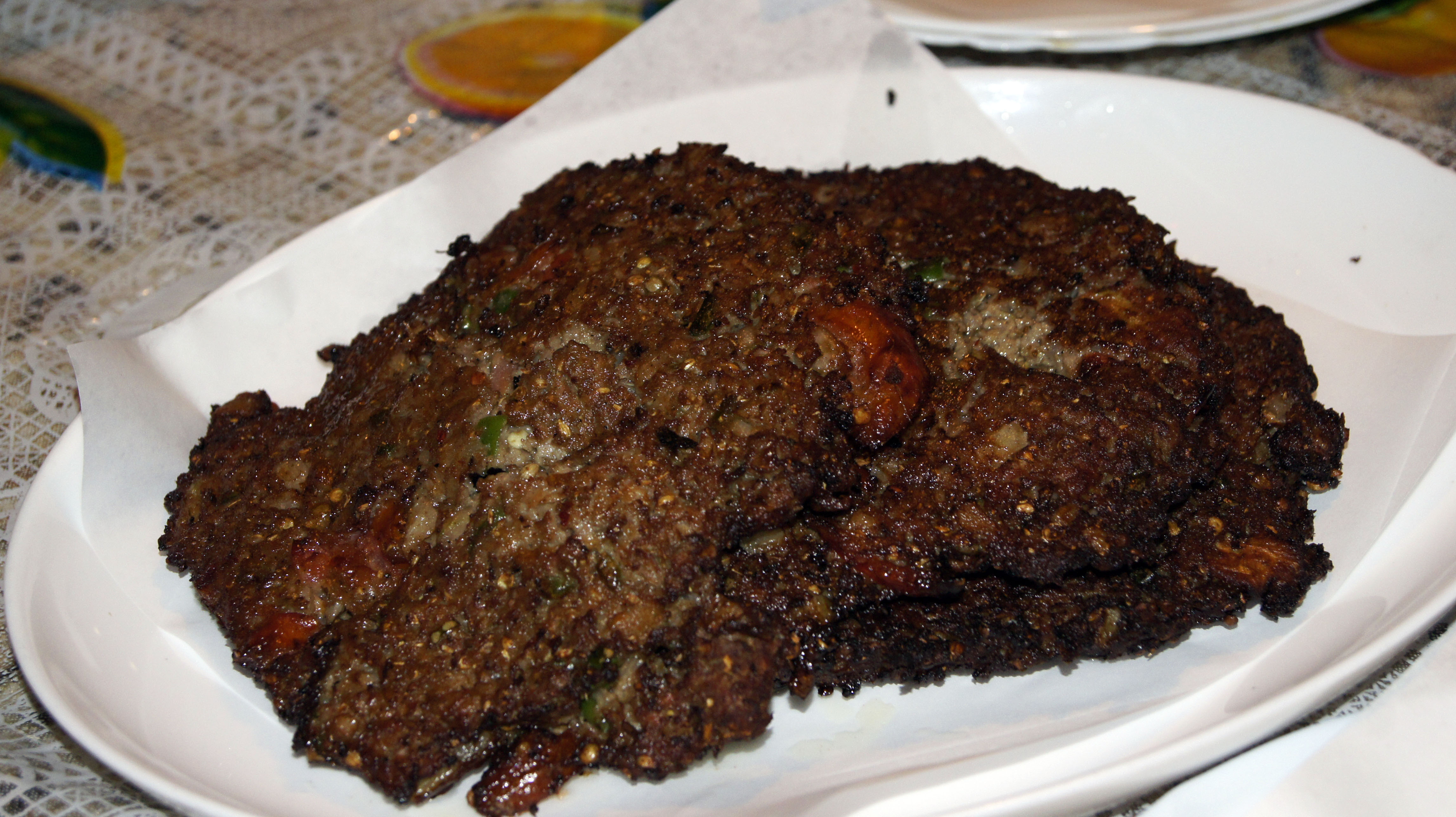
چاپلی کباب از غذاهای معروف پاکستانی
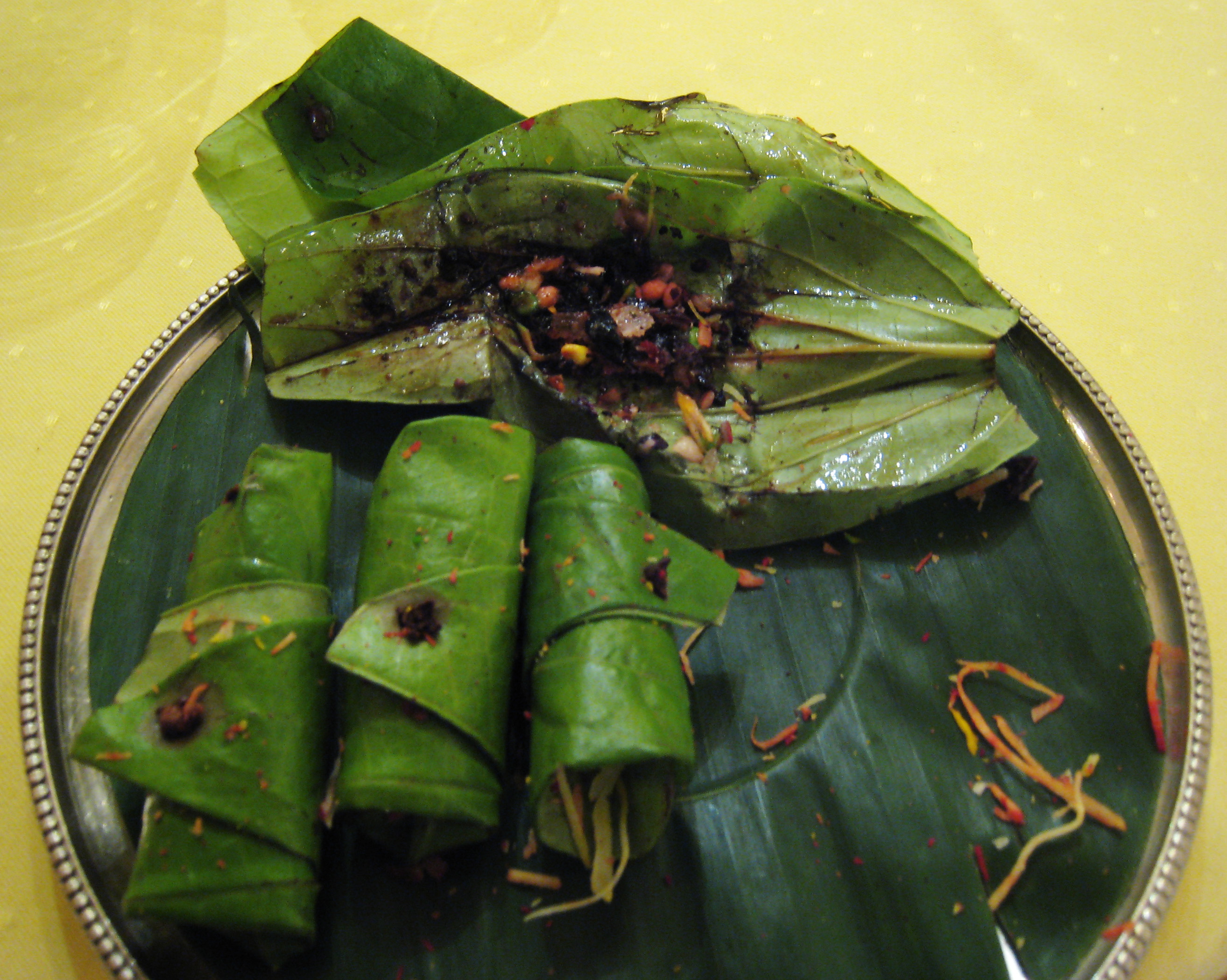
پان پراک

## جشنواره‌ها و مشاهدات

### محرم (عاشورا)
محرم ماه یادآوری و تعمق مدرن شیعه است که اغلب مترادف با عاشورا محسوب می‌شود. عاشورا که به معنای واقعی کلمه به معنای «دهم» در عربی است، به دهمین روز محرم اشاره دارد که به دلیل اهمیت تاریخی و سوگواری برای شهادت حسین بن علی، نوه محمد مشهور است

### جشن بهاران
جشن بهاران که گاه از آن به عنوان Basant یاد می‌شود، یک جشنواره پنجابی قبل از اسلام است که آمدن بهار را نشان می‌دهد. جشن‌های پاکستان در مرکز لاهور است و مردم از سراسر کشور و خارج از کشور برای جشن‌های سالانه به این شهر می‌آیند. مسابقات پرواز بادبادک در پشت بام‌های شهر برگزار می‌شد اما اکنون ممنوع است. استان حاصلخیز پنجاب از طریق کشاورزی خود به فصول مختلف سال پیوند خورده بود. فرارسیدن بهار برای همه کشاورزان یک اتفاق مهم بود و با یک جشن از ان استقبال می‌شد، از این رو نام جشن بهاران (به معنای جشنی برای بهار) روی آن نهاده‌اند.

## لباس ملی
لباس ملی برای مردان و زنان شلوار کامیز است که شامل یک لباس بلند و شال و شلوار است که شلوار آن به اندازه کافی بلند است تا شکل پاها را نبیند.

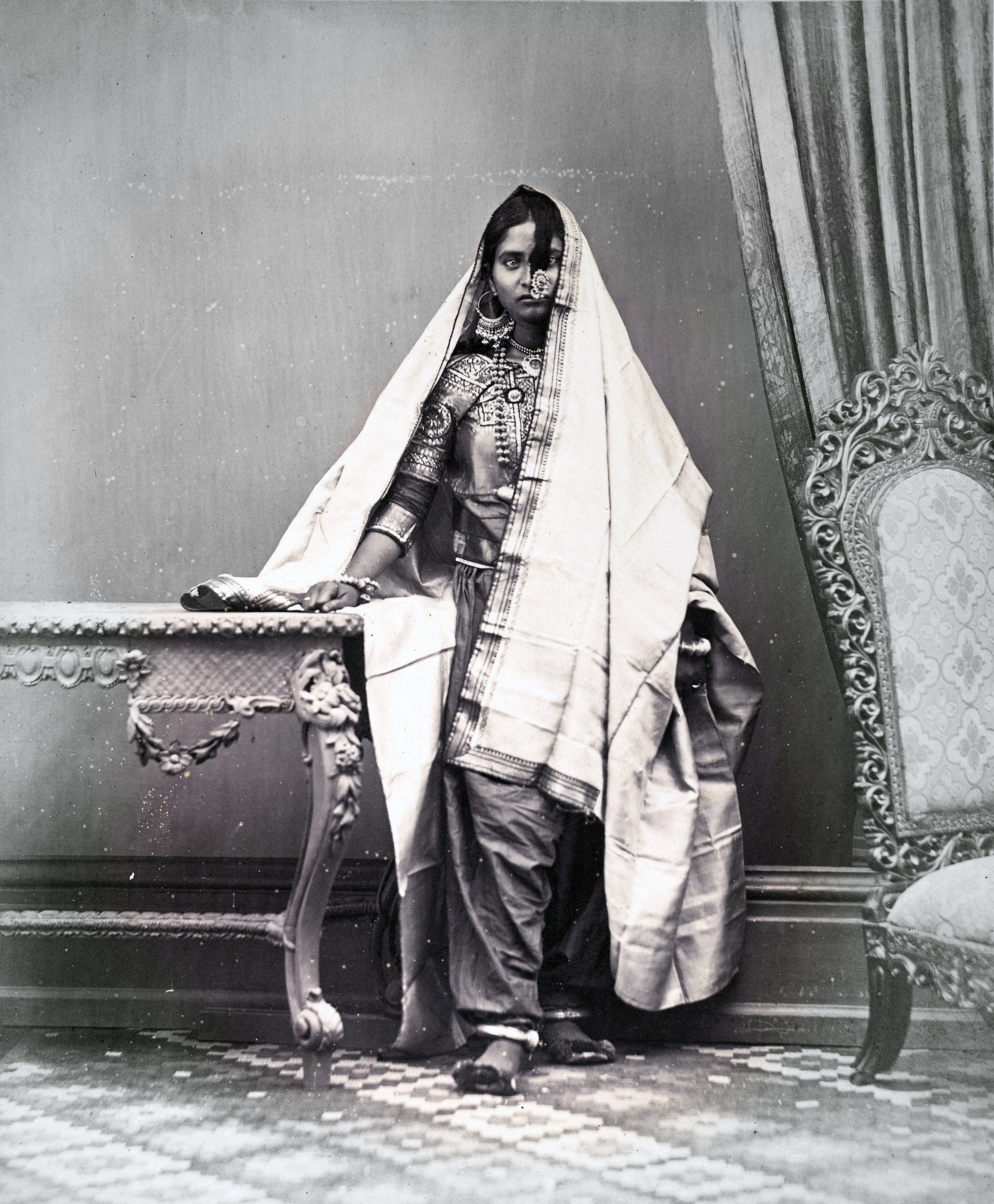
دختر مسلمان که شالوار کامز پوشیده ، ج. ۱۸۷۰
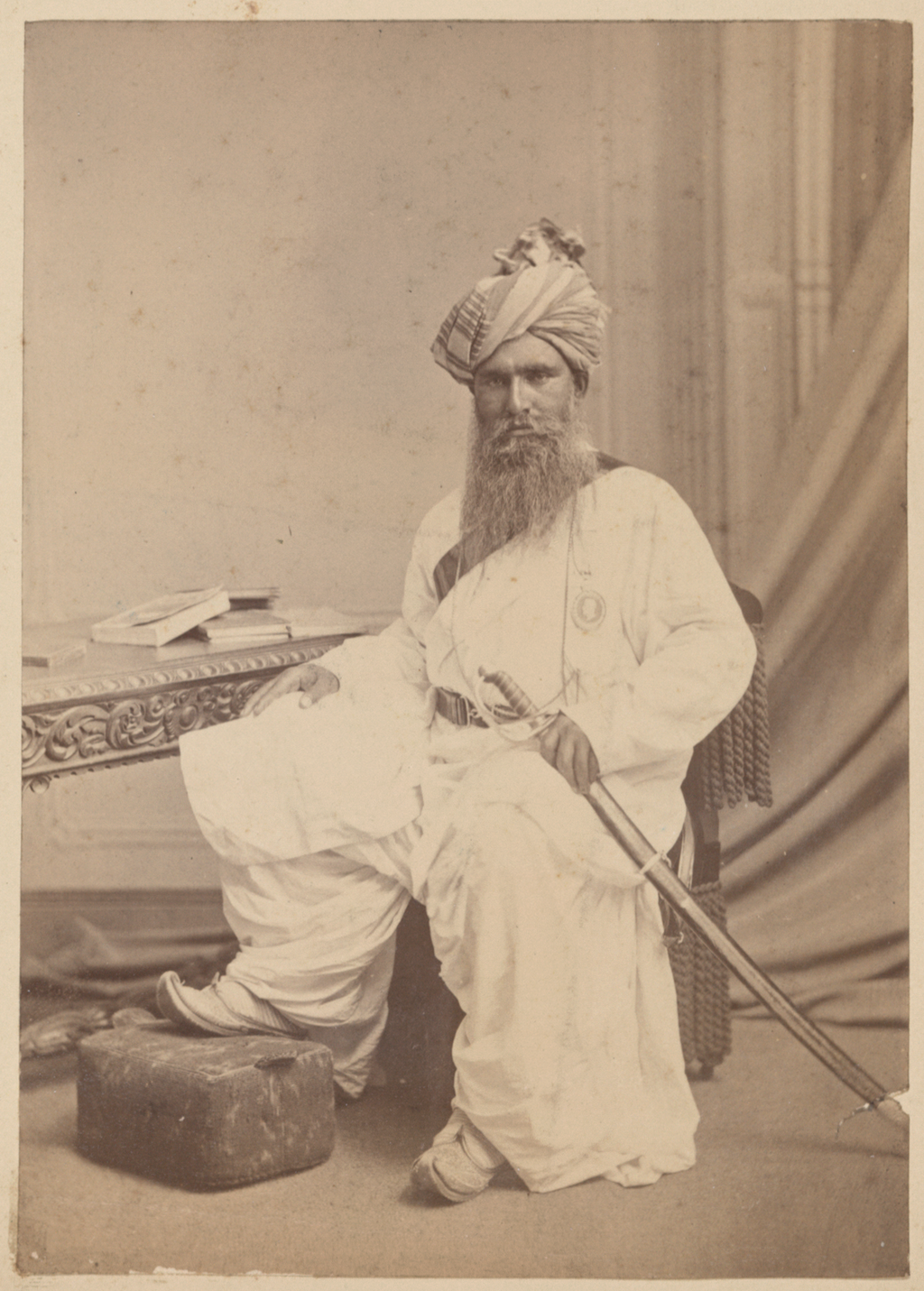
شلوار گشاد سنتی در خیبر پختونخوا (۱۸۴۲)
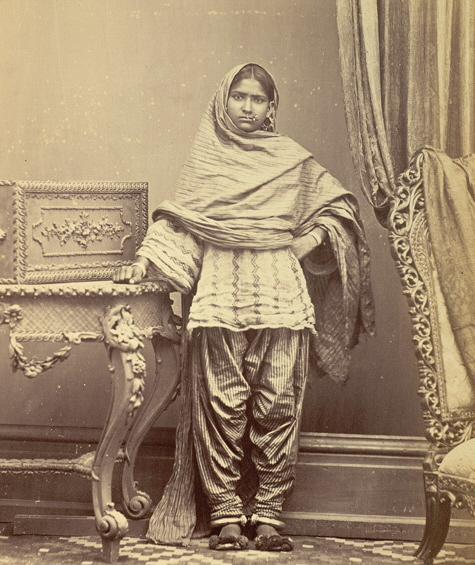
دختری از کراچی. ۱۸۷۰.
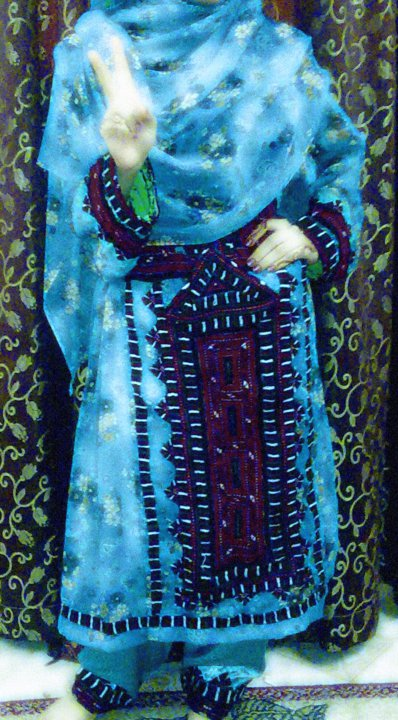
لباس سنتی بلوچی
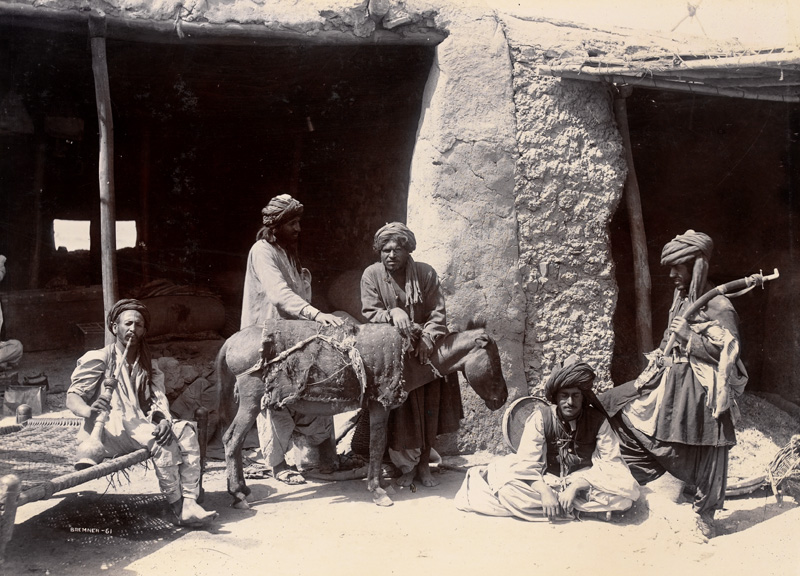
لباس مرد بلوچی مرد.۱۸۶۷
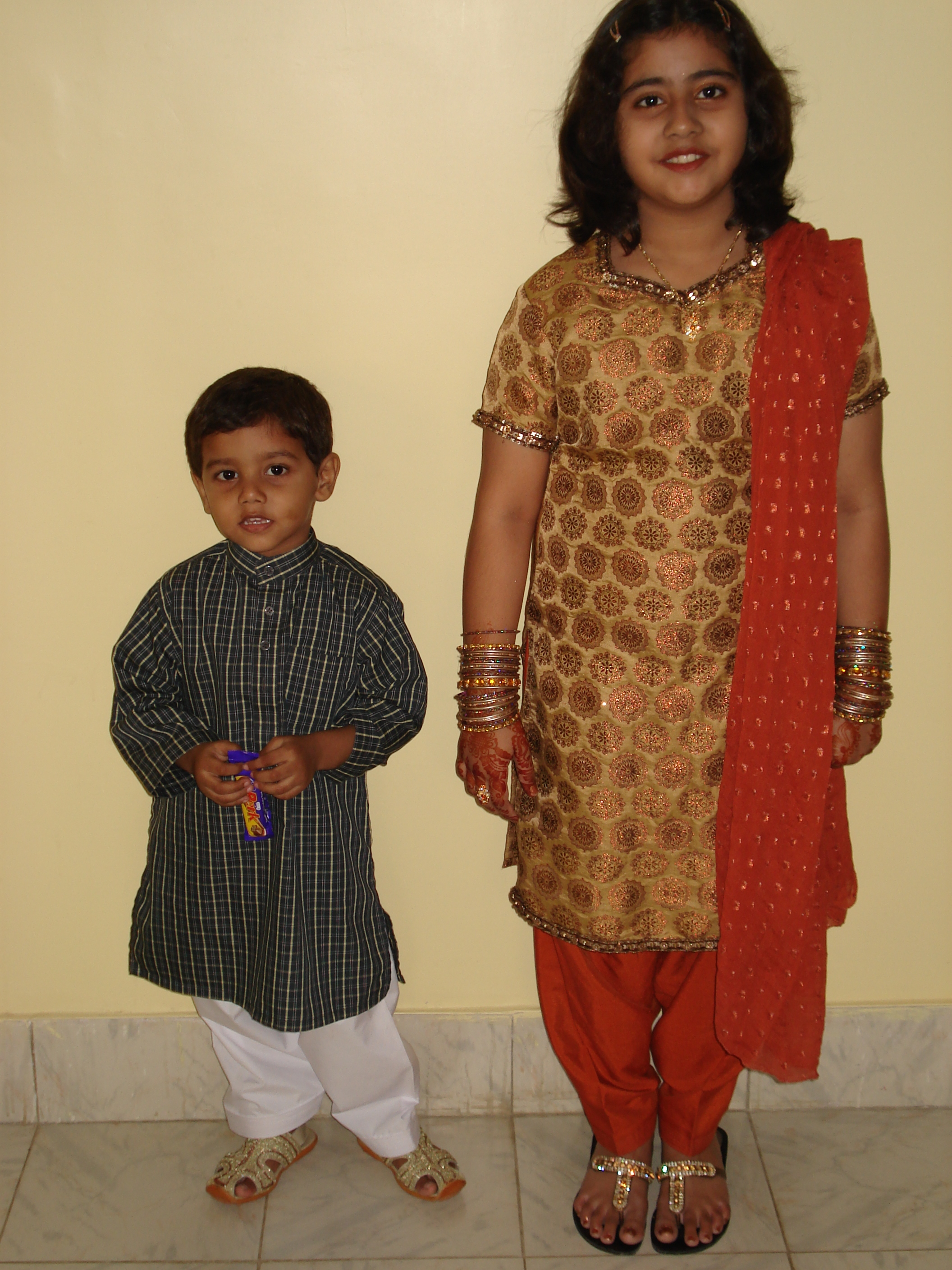
لباس پاکستانی